# Ivan Brikner
Ivan Ihorovyč Brikner (in ucraino Іван Ігорович Брікнер?; Lysjatyči, 30 giugno 1993) è un calciatore ucraino, centrocampista del Sokół Kleczew.

## Carriera
Ha esordito in Prem"jer-liha il 26 marzo 2017 disputando con l'Olimpik Donec'k l'incontro pareggiato 0-0 contro il Karpaty.

## Statistiche

### Presenze e reti nei club
Statistiche aggiornate al 20 settembre 2021.
| Stagione               | Squadra                | Campionato             | Campionato | Campionato | Coppe nazionali | Coppe nazionali | Coppe nazionali | Coppe continentali | Coppe continentali | Coppe continentali | Altre coppe | Altre coppe | Altre coppe | Totale | Totale |
| Stagione               | Squadra                | Comp                   | Pres       | Reti       | Comp            | Pres            | Reti            | Comp               | Pres               | Reti               | Comp        | Pres        | Reti        | Pres   | Reti   |
| ---------------------- | ---------------------- | ---------------------- | ---------- | ---------- | --------------- | --------------- | --------------- | ------------------ | ------------------ | ------------------ | ----------- | ----------- | ----------- | ------ | ------ |
| 2013-2014              | Sumy                   | 1L                     | 9          | 0          | CU              | 0               | 0               |                    | -                  | -                  |             | -           | -           | 9      | 0      |
| 2014-2015              | Sumy                   | 1L                     | 19         | 1          | CU              | 1               | 0               |                    | -                  | -                  |             | -           | -           | 20     | 1      |
| 2015-2016              | Sumy                   | 1L                     | 28         | 1          | CU              | 2               | 1               |                    | -                  | -                  |             | -           | -           | 30     | 2      |
| 2016-gen. 2017         | Sumy                   | 1L                     | 19         | 4          | CU              | 1               | 0               |                    | -                  | -                  |             | -           | -           | 20     | 4      |
| Totale Sumy            | Totale Sumy            | Totale Sumy            | 75         | 6          |                 | 4               | 1               |                    | -                  | -                  |             | -           | -           | 79     | 7      |
| gen.-giu. 2017         | Olimpik Donec'k        | PL                     | 13         | 1          |                 | -               | -               |                    | -                  | -                  |             | -           | -           | 13     | 1      |
| 2017-2018              | Olimpik Donec'k        | PL                     | 11         | 1          | CU              | 0               | 0               | UEL                | 0                  | 0                  |             | -           | -           | 11     | 1      |
| Totale Olimpik Donec'k | Totale Olimpik Donec'k | Totale Olimpik Donec'k | 24         | 1          |                 | 0               | 0               |                    | 0                  | 0                  |             | -           | -           | 24     | 1      |
| 2018-2019              | Ruch L'viv             | 1L                     | 26         | 3          | CU              | 1               | 0               |                    | -                  | -                  |             | -           | -           | 27     | 3      |
| 2019-2020              | Ruch L'viv             | 1L                     | 23         | 3          | CU              | 1               | 0               |                    | -                  | -                  |             | -           | -           | 24     | 3      |
| 2020-gen. 2021         | Ruch L'viv             | PL                     | 5          | 0          | CU              | 0               | 0               |                    | -                  | -                  |             | -           | -           | 5      | 0      |
| Totale Ruch L'viv      | Totale Ruch L'viv      | Totale Ruch L'viv      | 54         | 6          |                 | 2               | 0               |                    | -                  | -                  |             | -           | -           | 56     | 6      |
| gen.-giu. 2021         | L'viv                  | PL                     | 11         | 1          |                 | -               | -               |                    | -                  | -                  |             | -           | -           | 11     | 1      |
| 2021-2022              | L'viv                  | PL                     | 8          | 0          | CU              | 0               | 0               |                    | -                  | -                  |             | -           | -           | 8      | 0      |
| Totale L'viv           | Totale L'viv           | Totale L'viv           | 19         | 1          |                 | 0               | 0               |                    | -                  | -                  |             | -           | -           | 19     | 1      |
| Totale carriera        | Totale carriera        | Totale carriera        | 172        | 15         |                 | 6               | 1               |                    | 0                  | 0                  |             | -           | -           | 178    | 16     |